# Saint-Lumier-la-Populeuse
Saint-Lumier-la-Populeuse est une commune française, située dans le département de la Marne en région Grand Est.

## Géographie

### Localisation
Saint-Lumier-la-Populeuse se trouve au sud-est du département de la Marne, en région Grand Est. La commune appartient à la région agricole du Perthois.
La commune de Saint-Lumier-la-Populeuse s'étend sur une superficie de 238 hectares. Sur son territoire, l'altitude varie de 114 à 138 mètres. Au nord, la Bruxenelle fait office de frontière entre Saint-Lumier-la-Populeuse et Blesme.
Par la route, Saint-Lumier-la-Populeuse se situe à 50 km de Châlons-en-Champagne, préfecture de la Marne, à 37 km de Bar-le-Duc, préfecture de la Meuse, à 25 km de Saint-Dizier, principale ville de la Haute-Marne, à 20 km de Vitry-le-François, sa sous-préfecture de rattachement, et à 15 km de Sermaize-les-Bains, bureau centralisateur du canton de Sermaize-les-Bains dont dépend Saint-Lumier-la-Populeuse depuis 2015. La commune fait en outre partie du bassin de vie de Revigny-sur-Ornain, commune de la Meuse distante de 25 km par la route.
Saint-Lumier-la-Populeuse est limitrophe de 4 communes :
| Blesme | Blesme                    |                    |
| Blesme | Saint-Lumier-la-Populeuse | Maurupt-le-Montois |
|        | Scrupt                    |                    |

### Hydrographie
La commune est dans la région hydrographique « la Seine de sa source au confluent de l'Oise (exclu) » au sein du bassin Seine-Normandie. Elle est drainée par la Bruxenelle et la Fossé de l'Étang,.
La Bruxenelle, d'une longueur de 40 km, prend sa source dans la commune de Trois-Fontaines-l'Abbaye et se jette  dans la Saulx à Vitry-en-Perthois, après avoir traversé douze communes. 

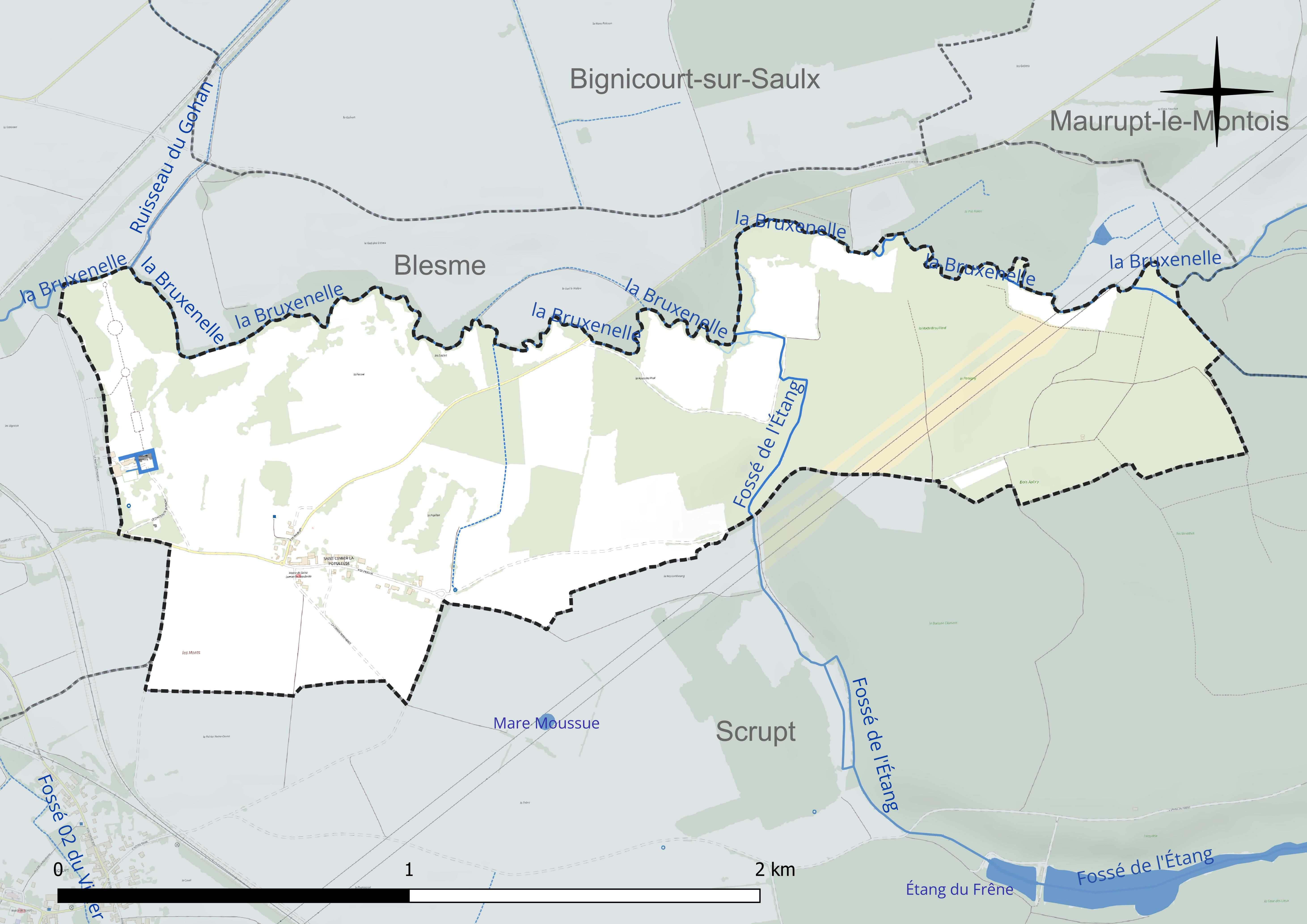
Réseau hydrographique de Saint-Lumier-la-Populeuse.

### Climat
Pour des articles plus généraux, voir Climat du Grand Est et Climat de la Marne.
En 2010, le climat de la commune est de type climat des marges montargnardes, selon une étude du Centre national de la recherche scientifique s'appuyant sur une série de données couvrant la période 1971-2000. En 2020, Météo-France publie une typologie des climats de la France métropolitaine dans laquelle la commune est exposée à un climat océanique altéré et est dans une zone de transition entre les régions climatiques « Nord-est du bassin Parisien » et « Lorraine, plateau de Langres, Morvan ». 
Pour la période 1971-2000, la température annuelle moyenne est de 10,5 °C, avec une amplitude thermique annuelle de 15,8 °C. Le cumul annuel moyen de précipitations est de 849 mm, avec 12,4 jours de précipitations en janvier et 9,2 jours en juillet. Pour la période 1991-2020, la température moyenne annuelle observée sur la station météorologique de Météo-France la plus proche, « Frignicourt », sur la commune de Frignicourt à 15 km à vol d'oiseau, est de 11,5 °C et le cumul annuel moyen de précipitations est de 694,6 mm. 
La température maximale relevée sur cette station est de 41,7 °C, atteinte le 25 juillet 2019 ; la température minimale est de −22 °C, atteinte le 9 janvier 1985,,. 
Les paramètres climatiques de la commune ont été estimés pour le milieu du siècle (2041-2070) selon différents scénarios d'émission de gaz à effet de serre à partir des nouvelles projections climatiques de référence DRIAS-2020. Ils sont consultables sur un site dédié publié par Météo-France en novembre 2022.

## Urbanisme

### Typologie
Au 1er janvier 2024, Saint-Lumier-la-Populeuse est catégorisée commune rurale à habitat très dispersé, selon la nouvelle grille communale de densité à sept niveaux définie par l'Insee en 2022.
Elle est située hors unité urbaine. Par ailleurs la commune fait partie de l'aire d'attraction de Saint-Dizier, dont elle est une commune de la couronne,. Cette aire, qui regroupe 72 communes, est catégorisée dans les aires de 50 000 à moins de 200 000 habitants,.

### Occupation des sols
L'occupation des sols de la commune, telle qu'elle ressort de la base de données européenne d’occupation biophysique des sols Corine Land Cover (CLC), est marquée par l'importance des territoires agricoles (59,3 % en 2018), une proportion identique à celle de 1990 (59,3 %). La répartition détaillée en 2018 est la suivante : 
forêts (40,7 %), zones agricoles hétérogènes (33,8 %), terres arables (24,3 %), prairies (1,1 %). L'évolution de l’occupation des sols de la commune et de ses infrastructures peut être observée sur les différentes représentations cartographiques du territoire : la carte de Cassini (XVIIIe siècle), la carte d'état-major (1820-1866) et les cartes ou photos aériennes de l'IGN pour la période actuelle (1950 à aujourd'hui).

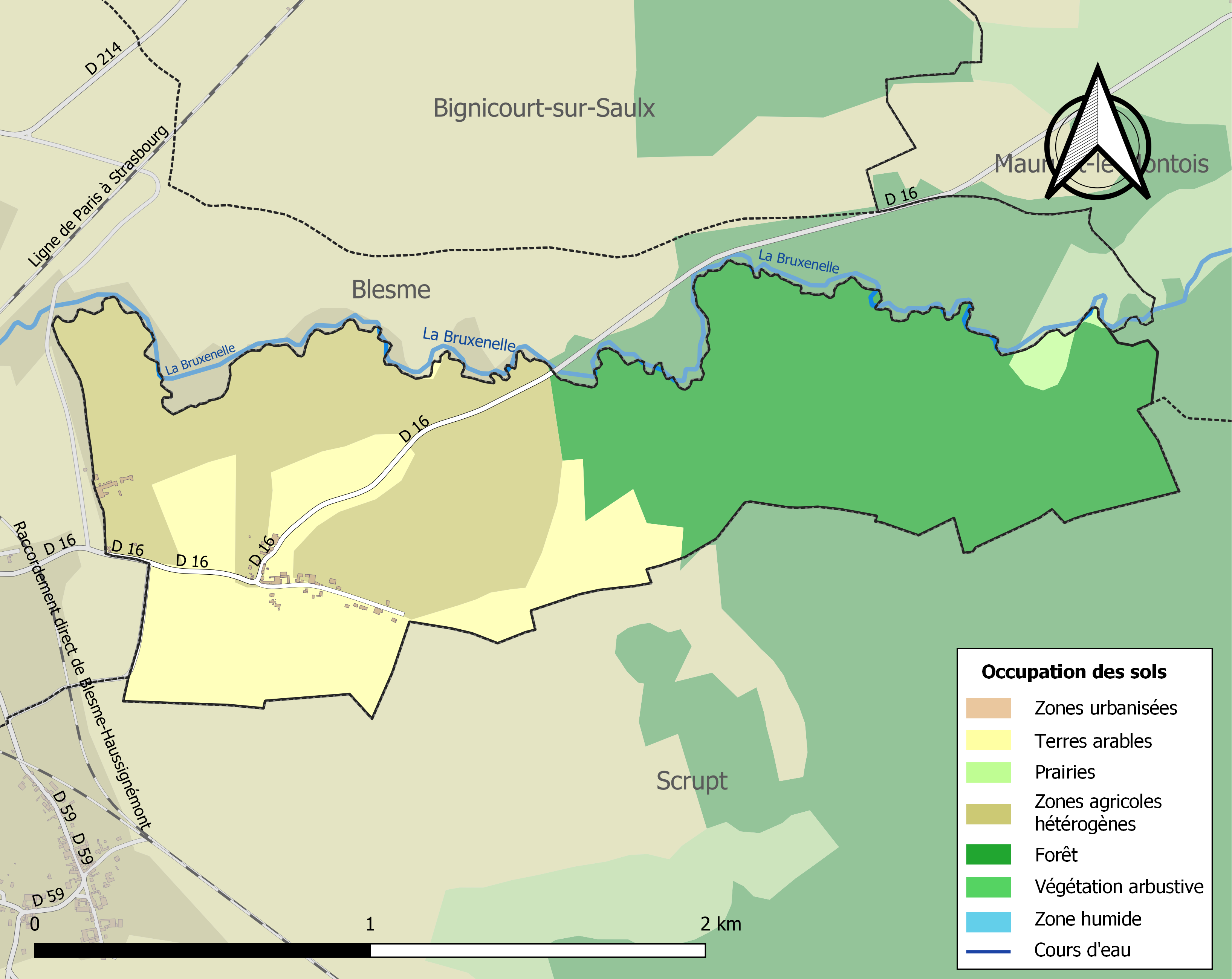
Carte des infrastructures et de l'occupation des sols de la commune en 2018 (CLC).

## Toponymie
Saint-Lumier est un hagiotoponyme qui fait référence à « une ville appelée Roquineicurt, dans laquelle se trouvait l'église de Sancti Leudomir (ou  Saint Lumier, † 596) », évêque de Châlons-en-Champagne.
Le nom de la localité est attesté sous les formes In comitatu Pertensi, villa que dicitur Roquineicurt, in qua fuit ecclesia Sancti Leudomiri super ip… (900) ; Sanctus Leudomerus (1110-1125) ; Sanctus Leudomirus (1164-1191) ; Sanctus Leomarus, Sanctus Limarus (XIIe siècle) ; Sanctus Leodomirus (1238) ; Saint-Limier-la-Ville en Pertois (1251) ; Sancta Limeria (vers 1252) ; Saint-Liemer (1256) ; Sanctus Leudomarus juxta Belesmam (1385) ; Saint-Lumier-la-Poilleuze (1498) ; Saint-Lymier-la-Poulleuze (1507) ; Saint-Lhumier-la-Populeuse (1647) ; Égalité-la-Populeuse (1793) ; Valpopuleuse (1794). Au cours de la Révolution française, la commune porte provisoirement les noms d’Égalité-la-Populeuse et de Val-Populeuse.

Le déterminant -la-Populeuse serait issu du latin populosus (« peuplé »), de populus (« peuple ») ou (« peuplier »),  « lieu planté de peupliers ».

## Histoire

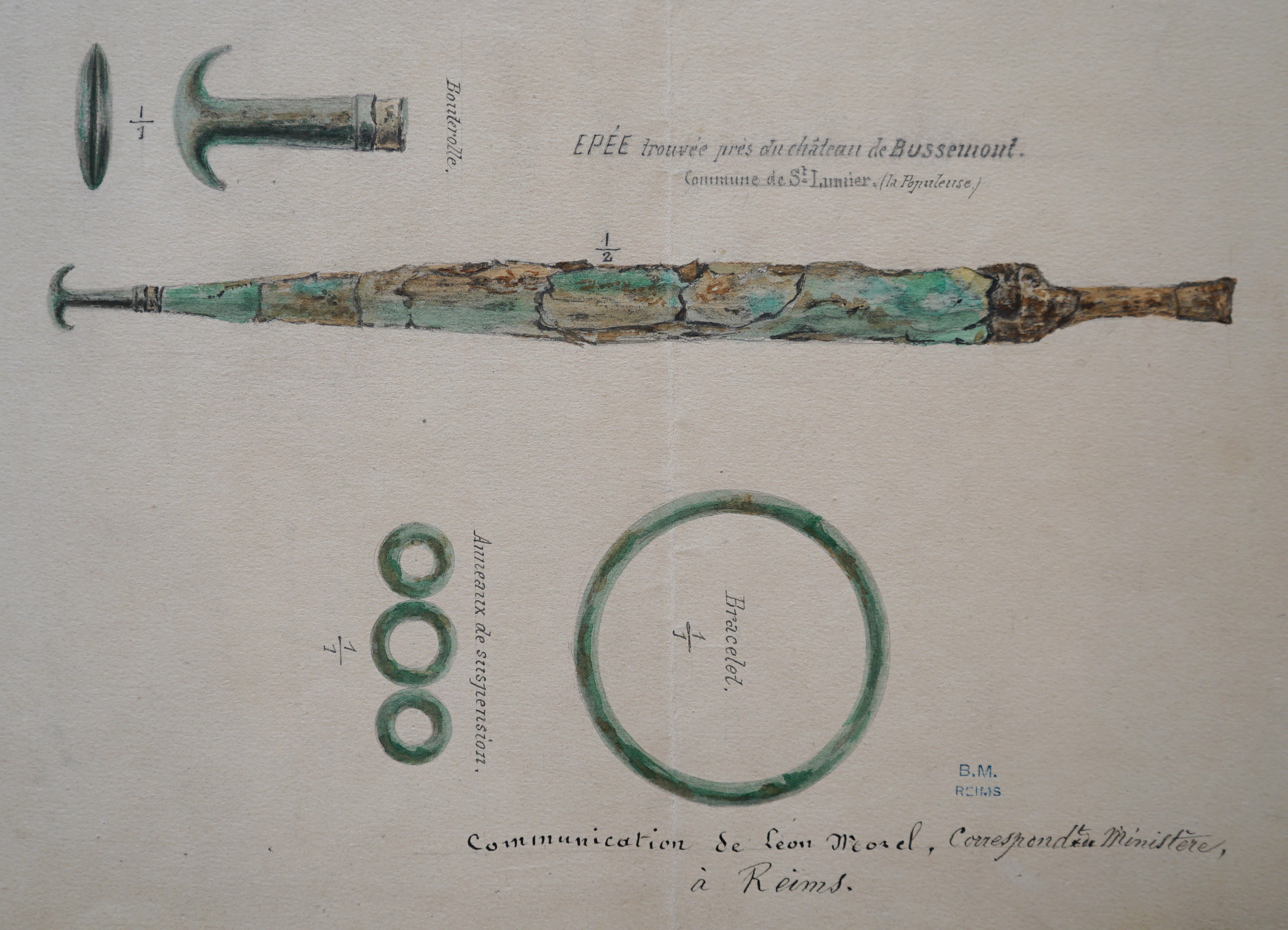
Épée trouvée à Saint-Lumier au XIXe siècle, dessin d'Émile Gastebois.

La seigneurie de Saint-Lumier est la propriété d'une des deux branches de la famille de Tournebulle, issue d'un archer de la garde écossaise de Louis XI qui avait obtenu ses lettres de naturalité en 1474, probablement au terme de sa carrière, et déjà implanté en France. La seigneurie de Scrupt lui est jointe.

## Politique et administration

### Intercommunalité
La commune, antérieurement membre de la communauté de communes de Val de Bruxenelle, l'a quittée le 1er janvier 2014 pour rejoindre la communauté de communes Saulx et Bruxenelle, conformément aux prévisions du schéma départemental de coopération intercommunale (SDCI) de la Marne du 15 décembre 2011

### Liste des maires
| Période                                  | Période                       | Identité        | Étiquette                  | Qualité |
| ---------------------------------------- | ----------------------------- | --------------- | -------------------------- | --- |
| Les données manquantes sont à compléter. |                               |                 |                            | |
| 1874                                     | 1909                          | Léon Morillot   | Républicains progressistes | Propriétaire du château de Bussemont Auditeur au Conseil d'État, haut fonctionnaire Administrateur de la Cie des mines de houille de Roche-la-Molière et de Firminy Conseiller général de Thiéblemont-Farémont (1886 → 1909) Député de la Marne (1899 → 1902) |
| Les données manquantes sont à compléter. |                               |                 |                            | |
| 1995                                     | 2014                          | François Husson |                            | |
| 2014                                     | mai 2020                      | Sylviane Husson |                            | |
| mai 2020                                 | En cours (au 2 décembre 2021) | Laura Ducat     |                            | |

## Équipements et services publics

### Eau et déchets
Le service public des déchets est assuré par le Syndicat mixte du Sud-Est Marnais (SYMSEM), qui a mis en place une redevance incitative. La collecte des ordures ménagères résiduelles (en bacs noirs pucés ou en sacs rouges prépayés) et des emballages ménagers recyclables (en sacs jaunes) est réalisée en porte à porte. Le SYMSEM adhérant au syndicat de valorisation des ordures ménagères de la Marne (SYVALOM), ces déchets sont amenés en centre de transfert à Sainte-Menehould ou Vitry-en-Perthois, puis valorisés sur le site de La Veuve. La collecte du verre se fait en apport volontaire, avant transformation dans une usine de Reims. Pour les déchets volumineux ou dangereux, le SYMSEM met à disposition de ses habitants une plateforme de déchets verts et gravats, à Saint-Amand-sur-Fion, ainsi que 12 déchèteries, à Arrigny, Courtisols, Givry-en-Argonne, Mairy-sur-Marne, Pargny-sur-Saulx, Pogny, Sainte-Menehould, Thiéblemont-Farémont, Valmy, Vanault-les-Dames, Villers-en-Argonne et Ville-sur-Tourbe.

## Démographie
L'évolution du nombre d'habitants est connue à travers les recensements de la population effectués dans la commune depuis 1800. Pour les communes de moins de 10 000 habitants, une enquête de recensement portant sur toute la population est réalisée tous les cinq ans, les populations de référence des années intermédiaires étant quant à elles estimées par interpolation ou extrapolation. Pour la commune, le premier recensement exhaustif entrant dans le cadre du nouveau dispositif a été réalisé en 2005.

En 2022, la commune comptait 41 habitants, en évolution de −14,58 % par rapport à 2016 (Marne : −1,19 %, France hors Mayotte : +2,11 %).
| 1800 | 1806 | 1821 | 1831 | 1836 | 1841 | 1846 | 1851 | 1856 |
| ---- | ---- | ---- | ---- | ---- | ---- | ---- | ---- | ---- |
| 105  | 90   | 89   | 65   | 58   | 69   | 72   | 76   | 85   |

| 1861 | 1866 | 1872 | 1876 | 1881 | 1886 | 1891 | 1896 | 1901 |
| ---- | ---- | ---- | ---- | ---- | ---- | ---- | ---- | ---- |
| 102  | 96   | 79   | 80   | 88   | 87   | 86   | 88   | 62   |

| 1906 | 1911 | 1921 | 1926 | 1931 | 1936 | 1946 | 1954 | 1962 |
| ---- | ---- | ---- | ---- | ---- | ---- | ---- | ---- | ---- |
| 56   | 64   | 91   | 81   | 63   | 47   | 38   | 58   | 42   |

| 1968 | 1975 | 1982 | 1990 | 1999 | 2005 | 2006 | 2010 | 2015 |
| ---- | ---- | ---- | ---- | ---- | ---- | ---- | ---- | ---- |
| 48   | 39   | 42   | 41   | 32   | 28   | 29   | 36   | 47   |

| 2020 | 2022 | - | - | - | - | - | - | - |
| ---- | ---- | - | - | - | - | - | - | - |
| 41   | 41   | - | - | - | - | - | - | - |

## Culture locale et patrimoine

### Lieux et monuments
- Château de Bussemont, XVIIe siècle, privé.

### Personnalités liées à la commune

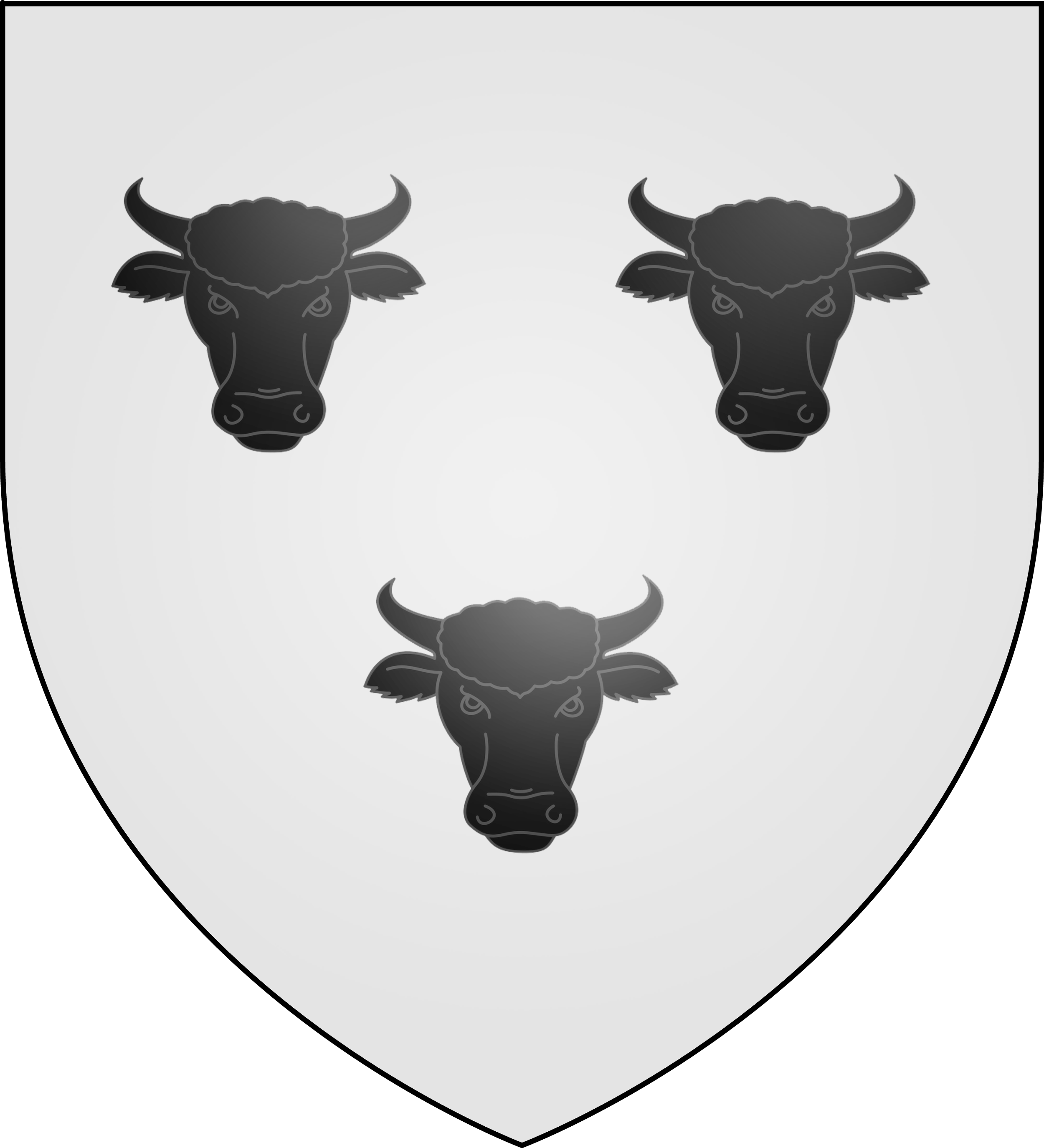
Famille de Tournebulle
Famille de Wignacourt

- Roland Morillot (1885-1915), fils de Léon Morillot, officier de marine, y est né. Il meurt lors du naufrage du sous-marin Monge, qu'il commandait pendant la Première Guerre mondiale.
- Octave Morillot (1878-1931), son frère, peintre français, y est né.

### Héraldique
| Blason de Saint-Lumier-la-Populeuse | Blason  | Parti : au 1er d'argent à un rencontre de taureau de sable, au 2d d'azur à une volute de crosse d'argent ; au chef ondé d'or chargé d'une forêt de peupliers isolée de sinople. |
| Blason de Saint-Lumier-la-Populeuse | Détails | Le rencontre de taureau est repris des armes de la famille de Tournebulle, la volute de crosse est attribut de saint Lumier, saint éponyme de la commune qui fut évêque de Châlons, enfin, la forêt de peupliers rappelle la grande présence de cet arbre sur la commune. Adopté en avril 2022. |